# Кайман на Кювие
Кайманът на Кювие (Paleosuchus palpebrosus) е влечуго от семейство Алигаторови, обитаващо северните части на Южна Америка. Разпространен е в Боливия, Бразилия, Колумбия, Еквадор, Френска Гвиана, Гвиана, Парагвай, Перу, Суринам и Венецуела. Обитава основно бързотечащи потоци и реки, но може да се срещне и в бракични води.
Това е най-малкият вид от цялото семейство, достигащ до 1,5 m на дължина.
Малките каймани се хранят с безгръбначни, докато големите освен безгръбначни нападат и различни видове риба, земноводни и влечуги.
Отлага яйцата си в укрепени гнезда. Малките се излюпват след около три месеца.
Наречен е на френския естествоизпитател Жорж Кювие, който го класифицира през 1807 г.